# Solveig Mørk Hansen
 Ikke at forveksle med Solveig Hansen.
Solveig Mørk Hansen (født 23. juni 1995) er en international model. Hun er en af de mest benyttede danske modeller i bikini og badedragt.[kilde mangler] Hun har boet i New York fra 2014 til hun flyttede til London i 2017.

## Opvækst
Solveig Mørk Hansen er født og opvokset i Give ved Vejle på en gård, hvor forældrene Erik og Ann Mørk Hansen avlede heste. Allerede som barn vidste hun, at hun ville være model og begyndte med at gå catwalk sammen sin søster Pernille hjemme i stuen hos deres mormor.

## Karriere
Hun begyndte sin karriere i en alder af 14, da hun blev opdaget af Jacqueline Friis Mikkelsen hos Unique Models i Aarhus, efter hun og nærmeste familie tog hende til casting. I 2015 var hun i spil om at blive Rookie of the Year i Sports Illustrated, men måtte se sig slået af Kelly Rohrbach.

## Privat
Hun har ofte beskrevet sig selv som nørdet, vild med at gå i skole og læse bøger. Hun er bl.a. stor fan af Ringenes Herre og Harry Potter.